# Tertiaires Capucins de Notre Dame des Douleurs
Les Tertiaires Capucins de Notre Dame des Douleurs (en latin Fratres Tertii Ordinis Sancti Francisci Capulatorum a Beata Virgine Perdolente) ou amigoniens constituent une congrégation cléricale de droit pontifical.

## Historique
La congrégation est fondée par le capucin espagnol Louis Amigó Ferrer (1854-1934) pour la prise en charge des prisonniers mineurs et promouvoir leur réinsertion, le 12 avril 1889 au couvent de la Madeleine de Massamagrell, les quatorze premiers postulants reçoivent l'habit religieux.
L'archevêque de Valence, Mgr Antolín Monescillo y Viso approuve les constitutions le 8 avril 1889 et le 11 janvier 1895, le gouvernement espagnol autorise les tertiaires capucins à servir dans les prisons. La congrégation est agrégée aux Frères mineurs capucins le 19 juin 1905.
L'institut obtient l'approbation du pape le 19 septembre 1905 (le passage du décret de louange est passé outre à cause de la politique troublée en Espagne) et leurs constitutions sont définitivement approuvées par le Saint-Siège le 7 mai 1910.
Pendant la guerre civile espagnole, 29 religieux de cette congrégation sont assassinés.

## Activités et diffusion
Les amigoniens se dédient à la réinsertion et à l'éducation des jeunes délinquants par des écoles professionnelles et la visite de prisons pour mineurs.
Ils sont présents en :
- Europe : Espagne, Allemagne, Italie, Pologne.
- Amérique du Nord et Centrale: Costa Rica, République dominicaine, États-Unis, Panama, Puerto Rico, Nicaragua.
- Amérique du Sud : Argentine, Bolivie, Brésil, Chili, Colombie, Équateur, Vénézuela.
- Afrique : Côte-d'Ivoire.
- Asie : Philippines.

La maison généralice est à Rome.
Au 31 décembre 2005, la congrégation comptait 69 maisons et 393 religieux dont 208 prêtres.

## Saints et Bienheureux
La congrégation compte plusieurs membres béatifiés : 
- 19 martyrs de la Guerre d'Espagne béatifiés en 2001 dont François Tomas Serer[1] et Crescence Garcia Pobo[2].